# Claudia Barrett
Claudia Barrett, nata Imagene Williams (Sherman Oaks, 3 novembre 1929 – Palm Desert, 30 aprile 2021), è stata un'attrice statunitense.

## Filmografia parziale

### Cinema
- La furia umana (White Heat), regia di Raoul Walsh (1949) - non accreditata
- The Happy Years, regia di William A. Wellman (1950)
- Assalto al cielo (Chain Lightning), regia di Stuart Heisler (1950) - non accreditata
- Il bandito galante (The Great Jewel Robber), regia di Peter Godfrey (1950)
- The Old Frontier, regia di Philip Ford (1950)
- Rustlers on Horseback, regia di Fred C. Brannon (1950)
- Night Riders of Montana, regia di Fred C. Brannon (1951)
- Desperadoes' Outpost, regia di Philip Ford (1952)
- Robot Monster, regia di Phil Tucker (1953)
- L'ultimo agguato (A Life at Stake), regia di Paul Guilfoyle (1954)
- Chain of Evidence, regia di Paul Landres (1957)
- Sette strade al tramonto (Seven Ways from Sundown), regia di Harry Keller (1960)
- Faccia di bronzo (The Last Time I Saw Archie), regia di Jack Webb (1961)
- You Have to Run Fast, regia di Edward L. Cahn (1961)
- Fuga da Zahrain (Escape from Zahrain), regia di Ronald Neame (1962) - non accreditata
- 5.000 dollari vivo o morto (Taggart), regia di R.G. Springsteen (1964)

### Televisione
- Fireside Theatre – serie TV, episodio 4x21 (1952)
- Cowboy G-Men – serie TV, episodio 1x09 (1952)
- Le inchieste di Boston Blackie (Boston Blackie) – serie TV, episodio 2x21 (1953)
- I segreti della metropoli (Big Town) – serie TV, episodio 3x25 (1953)
- Mr. & Mrs. North – serie TV, 2 episodi (1953-1954)
- General Electric Theater – serie TV, 2 episodi (1953-1954)
- Il cavaliere solitario (The Lone Ranger) – serie TV, 2 episodi (1953-1954)
- Gianni e Pinotto (The Abbott and Costello Show) – serie TV, episodi 2x14-2x24 (1954)
- Waterfront – serie TV, 1 episodio (1954)
- Cisco Kid (The Cisco Kid) – serie TV, 2 episodi (1953-1955)
- Buffalo Bill, Jr. – serie TV, 2 episodi (1955)
- Letter to Loretta – serie TV, 2 episodi (1955)
- Roy Rogers (The Roy Rogers Show) – serie TV, 3 episodi (1955)
- Furia (Fury) – serie TV, 1 episodio (1956)
- Crossroads – serie TV, episodio 1x27 (1956)
- Scienza e fantasia (Science Fiction Theatre) – serie TV, episodio 2x12 (1956)
- Il conte di Montecristo (The Count of Monte Cristo) – serie TV, 1 episodio (1956)
- Death Valley Days – serie TV, 3 episodi (1954-1959)
- The Gray Ghost – serie TV, episodio 1x26 (1957)
- The Rough Riders – serie TV, episodio 1x28 (1959)
- Man with a Camera – serie TV, episodio 2x09 (1959)
- Not for Hire – serie TV, episodio 1x16 (1960)
- Lock-Up – serie TV, episodio 1x38 (1960)
- Pony Express – serie TV, episodio 1x06 (1960)
- Peter Gunn – serie TV, episodio 2x24 (1960)
- Colt .45 – serie TV, 1 episodio (1960)
- Lawman – serie TV, 1 episodio (1960)
- Indirizzo permanente (77 Sunset Strip) – serie TV, 1 episodio (1961)